# 195 (число)
Вижте пояснителната страница за други значения на 195.
195 (сто деветдесет и пет) е естествено, цяло число, следващо 194 и предхождащо 196.
Сто деветдесет и пет с арабски цифри се записва „195“, а с римски цифри – „CXCV“. Числото 195 е съставено от три цифри от позиционните бройни системи – 1 (едно), 9 (девет), 5 (пет).

## Общи сведения
- 195 е нечетно число.
- 195-ият ден от годината е 14 юли.
- 195 е година от Новата ера.